# Xyris caparaoensis
Xyris caparaoensis är en gräsväxtart som beskrevs av Maria das Graças Lapa Wanderley. Xyris caparaoensis ingår i släktet Xyris och familjen Xyridaceae. Inga underarter finns listade i Catalogue of Life.